# 奥村剛
奥村 剛（おくむら つよし、1967年7月8日 - ）は、プロ野球球団埼玉西武ライオンズの球団社長。熊本県熊本市出身。

## 来歴・人物
熊本工業高校では緒方耕一の1学年上、明治大学では同郷の東瀬耕太郎や今久留主成幸と同期。
1990年3月よりプリンスホテルに入社し、野球部にも所属した。野球部では主に内野手として活躍し、宮本慎也とも二遊間を組んだ。コーチ兼任となった1999年の都市対抗野球では東芝府中の補強選手として10年連続出場選手表彰を受ける。
社業では2005年7月に総務部次長、2007年6月に川越プリンスホテル総支配人、2010年4月に第1事業部部長、同年6月に人材開発部部長、2015年4月にサンシャインシティプリンスホテル兼川越プリンスホテル総支配人、2019年4月に執行役員、東京都市圏エリア統括総支配人兼新横浜プリンスホテル総支配人を歴任。
2022年1月16日付で、居郷肇の後任として埼玉西武ライオンズの球団社長に就任。